# 平帶花姬蝽
平帶花姬蝽（学名：Prostemma fasciatum）为姬蝽科花姬蝽屬下的一个种。